# Венгеров, Михаил Трофимович
Михаил Трофимович Венгеров (22 ноября 1888, с. Спасское, Каинский уезд Томской губернии — 26 июля 1919, берег р. Тартас) — русский революционер.

## Биография
Родился в 1888 году, уроженец села Спасское. Происходил из семьи батраков, сын прачки и конюха. Отец Трофим — ссыльный, ранее проживавший в Херсонской губернии. Вместо учебы помогал родителям, с ранних лет стал работать.
С 1915 года находился на военной службе, сражался на фронте Первой мировой войны. Вёл активную революционную деятельность: стал членом Российской социал-демократической рабочей партии, принимал участие в Февральском перевороте 1917 года. Свидетель Июльских дней. В конце того же года возвратился на родину в Спасское и был избран председателем революционного комитета. Делегат на Каинском уездном съезде и Томском губернском съезде, член Совета депутатов волости.
После захвата власти в селе белыми проводил направленные против эсеров и белогвардейцев митинги. Весной следующего года основал в родном селе подпольную группу сопротивления и партизанский отряд, стал комиссаром последнего. В июне был захвачен белогвардейским карательным отрядом и расстрелян через месяц на берегу реки Тартас.

## Память
В 1933 году в честь Венгерова было переименовано его родное село.
В 1983 году прошло перезахоронение тела комиссара возле памятника погибшим в годы Великой Отечественной войны, расположенного в центральной части села. Возле захоронения установили бюст.
В честь Венгерова названа одна из улиц Новосибирска.